# DDR-Liga 1962/63
In 1962/63 werd het vijftiende seizoen van de DDR-Liga gespeeld, de tweede klasse van de DDR. Lokomotive Stendal promoveerde na één seizoen terug naar de DDR-Oberliga, terwijl Motor Steinach voor het eerst promoveerde.

## Eindstand

### Groep Noord
| Plaats | Club                           | Wed. | W  | G  | V  | Saldo | Ptn.  |
| ------ | ------------------------------ | ---- | -- | -- | -- | ----- | ----- |
| 01.    | BSG Lokomotive Stendal (A)     | 26   | 20 | 02 | 04 | 69:30 | 42:10 |
| 02.    | ASG Vorwärts Cottbus           | 26   | 15 | 07 | 04 | 54:25 | 37:15 |
| 03.    | TSC Berlin (N)                 | 26   | 13 | 07 | 06 | 46:24 | 33:19 |
| 04.    | SG Dynamo Hohenschönhausen     | 26   | 13 | 06 | 07 | 57:38 | 32:20 |
| 05.    | SC Potsdam                     | 26   | 12 | 06 | 08 | 45:34 | 30:22 |
| 06.    | BSG Einheit Greifswald         | 26   | 10 | 06 | 10 | 47:48 | 26:26 |
| 07.    | ASG Vorwärts Neubrandenburg    | 26   | 09 | 07 | 10 | 46:33 | 25:27 |
| 08.    | BSG Stahl Eisenhüttenstadt     | 26   | 08 | 09 | 09 | 40:39 | 25:27 |
| 09.    | ASG Vorwärts Rostock (N)       | 26   | 09 | 06 | 11 | 39:45 | 24:28 |
| 10.    | SC Neubrandenburg (N)          | 26   | 08 | 05 | 13 | 43:61 | 21:31 |
| 11.    | BSG Turbine Magdeburg (N)      | 26   | 07 | 07 | 12 | 34:52 | 21:31 |
| 12.    | SC Frankfurt (N)               | 26   | 06 | 08 | 12 | 34:61 | 20:32 |
| 13.    | BSG Lokomotive Halberstadt (N) | 26   | 06 | 03 | 17 | 32:58 | 15:37 |
| 14.    | BSG Motor Süd Brandenburg (N)  | 26   | 05 | 03 | 18 | 30:67 | 13:39 |

#### Topschutters
|     | Speler                  | Club                        | Goals |
| --- | ----------------------- | --------------------------- | ----- |
| 01. | Gerd Backhaus           | BSG Lokomotive Stendal      | 20    |
| 02. | Horst Kittel            | ASG Vorwärts Cottbus        | 17    |
| 02. | Joachim Lüder           | ASG Vorwärts Rostock        | 17    |
| 04. | Hans-Joachim Steinfurth | BSG Einheit Greifswald      | 16    |
| 05. | Arthur Bialas           | BSG Stahl Eisenhüttenstadt  | 15    |
| 06. | Peter Kofke             | BSG Motor Süd Brandenburg   | 14    |
| 06. | Meinhard Uentz          | SC Neubrandenburg           | 14    |
| 08. | Reinhard Gärtner        | SC Frankfurt                | 13    |
| 08. | Joachim Hall            | SG Dynamo Hohenschönhausen  | 13    |
| 08. | Heinz Kaulmann          | TSC Berlin                  | 13    |
| 11. | Walter Hartel           | BSG Lokomotive Stendal      | 11    |
| 11. | Peter Heuer             | BSG Turbine Magdeburg       | 11    |
| 11. | Kurt Liebrecht          | BSG Lokomotive Stendal      | 11    |
| 11. | Werner Röhl             | ASG Vorwärts Neubrandenburg | 11    |
| 15. | Helmut Hunger           | ASG Vorwärts Neubrandenburg | 10    |
| 15. | Ralf Quest              | TSC Berlin                  | 10    |
| 15. | Peter Rentzsch          | SG Dynamo Hohenschönhausen  | 10    |

### Groep Zuid
| Plaats | Club                                 | Wed. | W  | G  | V  | Saldo | Ptn.  |
| ------ | ------------------------------------ | ---- | -- | -- | -- | ----- | ----- |
| 01.    | BSG Motor Steinach (N)               | 26   | 17 | 05 | 04 | 55:30 | 39:13 |
| 02.    | BSG Wismut Gera                      | 26   | 17 | 02 | 07 | 39:19 | 36:16 |
| 03.    | SC Einheit Dresden (A)               | 26   | 14 | 06 | 06 | 47:28 | 34:18 |
| 04.    | BSG Motor Weimar (N)                 | 26   | 12 | 07 | 07 | 42:31 | 31:21 |
| 05.    | ASG Vorwärts Leipzig (N)             | 26   | 13 | 04 | 09 | 43:30 | 30:22 |
| 06.    | BSG Fortschritt Weißenfels           | 26   | 11 | 06 | 09 | 46:38 | 28:24 |
| 07.    | SG Dynamo Eisleben                   | 26   | 10 | 08 | 08 | 41:36 | 28:24 |
| 08.    | BSG Motor West Karl-Marx-Stadt (N)   | 26   | 10 | 06 | 10 | 42:45 | 26:26 |
| 09.    | BSG Chemie Zeitz                     | 26   | 10 | 04 | 12 | 40:41 | 24:28 |
| 10.    | BSG Motor Bautzen (N)                | 26   | 08 | 05 | 13 | 28:46 | 21:31 |
| 11.    | BSG Chemie Wolfen                    | 26   | 06 | 09 | 11 | 32:57 | 21:31 |
| 12.    | BSG Aktivist „Karl Marx“ Zwickau (N) | 26   | 07 | 04 | 15 | 34:46 | 18:34 |
| 13.    | BSG Motor Nordhausen West (N)        | 26   | 05 | 06 | 15 | 35:49 | 16:36 |
| 14.    | BSG Motor Eisenach (N)               | 26   | 04 | 04 | 18 | 26:54 | 12:40 |

#### Topschutters
|     | Speler                | Club                             | Goals |
| --- | --------------------- | -------------------------------- | ----- |
| 01. | Günter Queck          | BSG Motor Steinach               | 19    |
| 02. | Horst Meyer           | BSG Fortschritt Weißenfels       | 16    |
| 02. | Ulrich Speerschneider | BSG Motor Steinach               | 16    |
| 04. | Hans Böhme            | BSG Motor Bautzen                | 14    |
| 05. | Klaus Engels          | SC Einheit Dresden               | 13    |
| 05. | Klaus Löscher         | BSG Aktivist „Karl Marx“ Zwickau | 13    |
| 07. | Klaus Büchner         | BSG Wismut Gera                  | 12    |
| 08. | Gerhard Schünzel      | BSG Motor Weimar                 | 11    |
| 08. | Manfred Willing       | BSG Motor Nordhausen West        | 11    |
| 10. | Eberhard Härtwig      | BSG Motor West Karl-Marx-Stadt   | 10    |
| 10. | Lothar Pacholski      | BSG Chemie Zeitz                 | 10    |
| 10. | Jürgen Schülbe        | SG Dynamo Eisleben               | 10    |
| 10. | Klaus Tittmann        | ASG Vorwärts Leipzig             | 10    |

| Legende                                      |
| -------------------------------------------- |
| Promotie naar de DDR-Oberliga                |
| Deelname eindronde verblijf DDR-Liga         |
| (A) Degradant uit DDR-Oberliga vorig seizoen |
| (N) Promovendi Bezirksliga vorig seizoen     |

## Kwalificatie DDR-Liga 1963/64
De DDR-Liga werd voor seizoen 1963/64 uitgebreid van 14 clubs per reeks naar 16 clubs. Vijf van de acht vrijgekomen plaatsen werden ingenomen door de winnaars van de II. DDR-Liga. De andere drie plaatsen werden verdeeld via een kwalificatieronde waaraan de vier clubs van de DDR-Liga deelnamen die normaal zouden degraderen, de vijf tweede plaatsen van de II. DDR-Liga en de 15 kampioenen van de Bezirksliga. Ze werden verdeeld over zes groepen van vier clubs. De zes winnaars plaatsten zich voor de laatste ronde, waarin volgens een knock-outsysteem beslecht werd wie zou promoveren naar of mogen blijven in de DDR-Liga. Alle andere clubs speelden het volgende seizoen in de Bezirksliga, daar de II. DDR-Liga opgeheven werd.

### Groepsfase

#### Groep A
| Plaats | Club                    | Wed. | W | G | V | Saldo | Ptn. |
| ------ | ----------------------- | ---- | - | - | - | ----- | ---- |
| 1.     | BSG Empor Neustrelitz'  | 3    | 2 | 1 | – | 7:4   | 5:1  |
| 2.     | BSG Motor WW Warnemünde | 3    | 1 | 1 | 1 | 12:60 | 3:3  |
| 3.     | BSG Motor Wolgast       | 3    | 1 | – | 2 | 5:7   | 2:4  |
| 4.     | BSG Aufbau Boizenburg   | 3    | 1 | – | 2 | 06:13 | 2:4  |

| Teams               | Teams | Teams               | Uitslag |
| ------------------- | ----- | ------------------- | ------- |
| Aufbau Boizenburg   | –     | Empor Neustrelitz   | 1:2     |
| Motor Wolgast       | –     | Motor WW Warnemünde | 2:1     |
| Empor Neustrelitz   | –     | Motor Wolgast       | 2:0     |
| Motor WW Warnemünde | –     | Aufbau Boizenburg   | 8:1     |
| in Teterow :        |       |                     |         |
| Aufbau Boizenburg   | –     | Motor Wolgast       | 4:3     |
| in Güstrow :        |       |                     |         |
| Empor Neustrelitz   | –     | Motor WW Warnemünde | 3:3     |

#### Groep B
| Plaats | Club                      | Wed. | W | G | V | Saldo | Ptn. |
| ------ | ------------------------- | ---- | - | - | - | ----- | ---- |
| 1.     | SG Fortuna Biesdorf       | 3    | 3 | – | – | 7:3   | 6:0  |
| 2.     | BSG Motor Süd Brandenburg | 3    | 2 | – | 1 | 11:90 | 4:2  |
| 3.     | BSG Motor Eberswalde      | 3    | 1 | – | 2 | 6:5   | 2:4  |
| 4.     | TSG Fürstenwalde          | 3    | – | – | 3 | 04:11 | 0:6  |

| Teams                 | Teams | Teams                 | Uitslag |
| --------------------- | ----- | --------------------- | ------- |
| Fortuna Biesdorf      | –     | Motor Eberswalde      | 1:0     |
| TSG Fürstenwalde      | –     | Motor Süd Brandenburg | 3:5     |
| Motor Eberswalde      | –     | TSG Fürstenwalde      | 4:1     |
| Motor Süd Brandenburg | –     | Fortuna Biesdorf      | 3:4     |
| in Bad Saarow :       |       |                       |         |
| Fortuna Biesdorf      | –     | TSG Fürstenwalde      | 2:0     |
| in Velten :           |       |                       |         |
| Motor Eberswalde      | –     | Motor Süd Brandenburg | 2:3     |

#### Groep C
| Plaats | Club                       | Wed. | W | G | V | Saldo | Ptn. |
| ------ | -------------------------- | ---- | - | - | - | ----- | ---- |
| 1.     | BSG Lokomotive Halberstadt | 3    | 2 | 1 | – | 10:20 | 5:1  |
| 2.     | SG Dynamo Cottbus          | 3    | 2 | – | 1 | 14:40 | 4:2  |
| 3.     | BSG Chemie Schönebeck      | 3    | – | 2 | 1 | 04:11 | 2:4  |
| 4.     | BSG Aufbau Jüterbog        | 3    | – | 1 | 2 | 01:12 | 1:5  |

| Teams                  | Teams | Teams                  | Uitslag |
| ---------------------- | ----- | ---------------------- | ------- |
| Chemie Schönebeck      | –     | Lokomotive Halberstadt | 1:1     |
| Lokomotive Halberstadt | –     | Aufbau Jüterbog        | 7:0     |
| Dynamo Cottbus         | –     | Chemie Schönebeck      | 9:2     |
| in Wittenberg :        |       |                        |         |
| Aufbau Jüterbog        | –     | Chemie Schönebeck      | 1:1     |
| in Delitzsch :         |       |                        |         |
| Dynamo Cottbus         | –     | Lokomotive Halberstadt | 1:2     |

#### Groep D
| Plaats | Club                      | Wed. | W | G | V | Saldo | Ptn. |
| ------ | ------------------------- | ---- | - | - | - | ----- | ---- |
| 1.     | BSG Motor Dessau          | 3    | 3 | – | – | 9:1   | 6:0  |
| 2.     | BSG Motor Nordhausen West | 3    | 1 | – | 2 | 8:4   | 2:4  |
| 3.     | BSG Motor Altenburg       | 3    | 1 | – | 2 | 05:11 | 2:4  |
| 4.     | HSG Wissenschaft Halle    | 3    | 1 | – | 2 | 3:9   | 2:4  |

| Teams                 | Teams | Teams                 | Uitslag |
| --------------------- | ----- | --------------------- | ------- |
| Motor Altenburg       | –     | Motor Dessau          | 1:3     |
| Wissenschaft Halle    | –     | Motor Nordhausen West | 2:1     |
| Motor Dessau          | –     | Wissenschaft Halle    | 5:0     |
| Motor Nordhausen West | –     | Motor Altenburg       | 7:1     |
| in Markkleeberg :     |       |                       |         |
| Motor Altenburg       | –     | Wissenschaft Halle    | 3:1     |
| in Schönebeck :       |       |                       |         |
| Motor Dessau          | –     | Motor Nordhausen West | 1:0     |

#### Groep E
| Plaats | Club                  | Wed. | W | G | V | Saldo | Ptn. |
| ------ | --------------------- | ---- | - | - | - | ----- | ---- |
| 1.     | BSG Motor Eisenach    | 3    | 2 | 1 | – | 8:2   | 5:1  |
| 2.     | BSG Motor WEMA Plauen | 3    | 1 | 1 | 1 | 15:40 | 4:2  |
| 3.     | BSG Motor Zschopau    | 3    | 1 | 1 | 1 | 06:10 | 3:3  |
| 4.     | ASG Vorwärts Zittau   | 3    | – | 1 | 2 | 04:17 | 1:5  |

| Teams             | Teams | Teams             | Uitslag |
| ----------------- | ----- | ----------------- | ------- |
| Motor Zschopau    | –     | Motor WEMA Plauen | 2:2     |
| Vorwärts Zittau   | –     | Motor Eisenach    | 1:1     |
| Motor WEMA Plauen | –     | Vorwärts Zittau   | 12:00   |
| Motor Eisenach    | –     | Motor Zschopau    | 5:0     |
| in Meißen :       |       |                   |         |
| Motor Zschopau    | –     | Vorwärts Zittau   | 4:3     |
| in Rudolstadt :   |       |                   |         |
| Motor WEMA Plauen | –     | Motor Eisenach    | 1:2     |

#### Groep F
| Plaats | Club                   | Wed. | W | G | V | Saldo | Ptn. |
| ------ | ---------------------- | ---- | - | - | - | ----- | ---- |
| 1.     | BSG Chemie Jena        | 3    | 2 | 1 | – | 9:6   | 5:1  |
| 2.     | BSG Motor Mitte Suhl   | 3    | 2 | – | 1 | 11:20 | 4:2  |
| 3.     | BSG Motor Gispersleben | 3    | 1 | 1 | 1 | 06:11 | 3:3  |
| 4.     | BSG Motor Breitungen   | 3    | – | – | 3 | 04:11 | 0:6  |

| Teams              | Teams | Teams              | Uitslag |
| ------------------ | ----- | ------------------ | ------- |
| Motor Gispersleben | –     | Chemie Jena        | 3:3     |
| Motor Breitungen   | –     | Motor Mitte Suhl   | 0:4     |
| Chemie Jena        | –     | Motor Breitungen   | 4:3     |
| Motor Mitte Suhl   | –     | Motor Gispersleben | 7:0     |
| in Gotha :         |       |                    |         |
| Motor Gispersleben | –     | Motor Breitungen   | 3:1     |
| in Arnstadt :      |       |                    |         |
| Chemie Jena        | –     | Motor Mitte Suhl   | 2:0     |

### Finale
| Paarung                    | Paarung | Paarung               | Heen | Terug |
| -------------------------- | ------- | --------------------- | ---- | ----- |
| SG Fortuna Biesdorf        | –       | BSG Empor Neustrelitz | 1:3  | 1:3   |
| BSG Lokomotive Halberstadt | –       | BSG Motor Dessau      | 1:1  | 0:5   |
| BSG Motor Eisenach         | –       | BSG Chemie Jena       | 5:0  | 0:1   |

### Groep A herhaling
Vorwärts Löcknitz nam nu deel aan de eindronde in plaats van Neustrelitz. Aufbau Boizenburg verzaakte echter aan deelname aan een tweede eindronde.
| Plaats | Club                    | Wed. | W | G | V | Saldo | Ptn. |
| ------ | ----------------------- | ---- | - | - | - | ----- | ---- |
| 1.     | BSG Motor Wolgast       | 2    | 2 | – | – | 7:4   | 4:0  |
| 2.     | BSG Motor WW Warnemünde | 2    | 1 | – | 1 | 11:20 | 2:2  |
| 3.     | ASG Vorwärts Löcknitz   | 2    | – | – | 2 | 03:15 | 0:4  |

| Teams               | Teams | Teams               | Uitslag |
| ------------------- | ----- | ------------------- | ------- |
| Vorwärts Löcknitz   | –     | Motor Wolgast       | 3:5     |
| Motor WW Warnemünde | –     | Vorwärts Löcknitz   | 10:00   |
| Motor Wolgast       | –     | Motor WW Warnemünde | 2:1     |

### Finale
| Paarung             | Paarung | Paarung           | Heen | Terug |
| ------------------- | ------- | ----------------- | ---- | ----- |
| SG Fortuna Biesdorf | –       | BSG Motor Wolgast | 0:2  | 0:3   |

1950/51 · 
1951/52 · 
1952/53 · 
1953/54 · 
1954/55 · 
1955 · 
1956 · 
1957 · 
1958 · 
1959 · 
1960 · 
1961/62 · 
1962/63 · 
1963/64 · 
1964/65 · 
1965/66 · 
1966/67 · 
1967/68 · 
1968/69 · 
1969/70 · 
1970/71 · 
1971/72 · 
1972/73 · 
1973/74 · 
1974/75 · 
1975/76 · 
1976/77 · 
1977/78 · 
1978/79 · 
1979/80 · 
1980/81 · 
1981/82 · 
1982/83 · 
1983/84 · 
1984/85 · 
1985/86 · 
1986/87 · 
1987/88 · 
1988/89 · 
1989/90 · 
1990/91